# Villa Brignole Sale Duchesse de Galliera
La Villa Brignole Sale Duchessa di Galliera est une villa noble génoise située dans le quartier de Voltri sur les collines de Castellaro et Givi. Elle s'est développée à la suite de l'annexion successive de plusieurs propriétés.

## Histoire
En 1675, la villa a été achetée par Giovanni Francesco Brignole Sale, et après des travaux d'agrandissement, les Brignole Sale l'ont rebaptisée Villa Grande.
En 1699, le marquis Anton Giulio Brignole Sale commanda les travaux de construction du jardin à la française qui se terminèrent en 1711. Les terrasses, les armoiries et l'escalier sont dus au Doge Gian Francesco Brignole Sale en 1746. En 1780, Giuseppe Canepa a décoré les intérieurs de la villa dans un style rococo qui a été suivi par l'intervention de Gaetano Cantone pour la construction du théâtre historique. En 1803, Emanuele Andrea Tagliafichi y travailla, dessina un parc à l'anglaise et se consacra à certains intérieurs du bâtiment. En 1814, Carlo Barabino acheva le bosquet dit « del Leone » et en 1872, Maria Brignole Sale De Ferrari, duchesse de Galliera, fit construire le vaste jardin romantique dessiné par Luigi Rovelli. En 1888, la duchesse le lègue à perpétuité à l'oeuvre pieuse Brignole Sale. Depuis 1931, il est utilisé par la municipalité de Gênes, initialement loué puis depuis 1985 comme propriétaire, à l'exception du bâtiment et du jardin en face.
Au fil des ans, il a accueilli plusieurs invités illustres dont : Marie Adélaïde de Bourbon-Penthièvre, Marie-Christine de Savoie, Ferdinand II de Bourbon, le roi Charles-Albert, la reine Marie-Thérèse d'Autriche et les empereurs François-Joseph d'Autriche et Guillaume II d'Allemagne.
Le jardin est devenu célèbre dans la première moitié du XIXe siècle pour ses camélias et sa collection d'agrumes, qui étaient si populaires qu'ils étaient régulièrement envoyés en cadeau à Marie-Thérèse, reine de Sardaigne et épouse de Charles-Albert de Savoie.
Dans les dernières années de la Seconde Guerre mondiale, les troupes allemandes l'ont dotée d'ouvrages défensifs pour contrôler la côte et les vallées de Leira et Cerusa. Bien que les tranchées ne soient plus visibles, il existe encore des bunkers de guet et d'abri.
Depuis 1992, le parc a subi une série de dommages causés par le vandalisme et un manque d'entretien en raison d'une pénurie de jardiniers sur place. La municipalité de Gênes a cependant prévu la restauration du jardin à l'italienne, des dépendances et du système scénographique spectaculaire des cascades et des terrasses panoramiques construites au XVIIIe siècle derrière le bâtiment. Après de nouvelles années de déclin, le directeur actuel, ATI Villa Galliera, avec la municipalité de Gênes et les étudiants de l'Institut agricole de Gênes, a poursuivi les travaux de restauration du Jardin à l'italienne en proposant (2018/2020) les parterres dessinés par Rovelli. Ont été aussi réalisés d'importants travaux de restauration (2021) de la zone du Café et du château du Belvédère, restituant également une vue partielle sur la mer du côté ouest. En avril 2022, la vallée du Leone a été restaurée avec le nettoyage et le déplacement des marbres, ainsi que la restauration du petit lac disparu depuis plus de soixante-dix ans.

## Description
Le corps le plus ancien a été construit par la famille aristocratique Mandillo. Le corps central, surmonté au centre des armoiries des Brignole, correspond au noyau originel du XVIIe siècle tandis que les deux ailes ont été ajoutées ultérieurement.
Contrairement aux canons habituels, l'entrée principale n'est pas située au centre du bâtiment mais sous un portique situé sous l'aile est. Les intérieurs conservent des fresques du XVIIIe siècle et des décorations de style rococo. D'une valeur particulière est la Sala delle Conchiglie. À l'arrière se trouve un intéressant jardin d'hiver. Il contient également un théâtre inauguré en 1786 et reconverti pour accueillir des spectacles en 2010 après des rénovations.
La villa - située sur une terrasse à mi-hauteur à laquelle on accède par deux escaliers monumentaux symétriques - possède également des dépendances : le Café, la Laiterie et le Château du Belvédère qui, après des années de déclin, ont été rénovés grâce aux financements accordés lors de l'Exposition spécialisée Christophe Colomb de 1992.

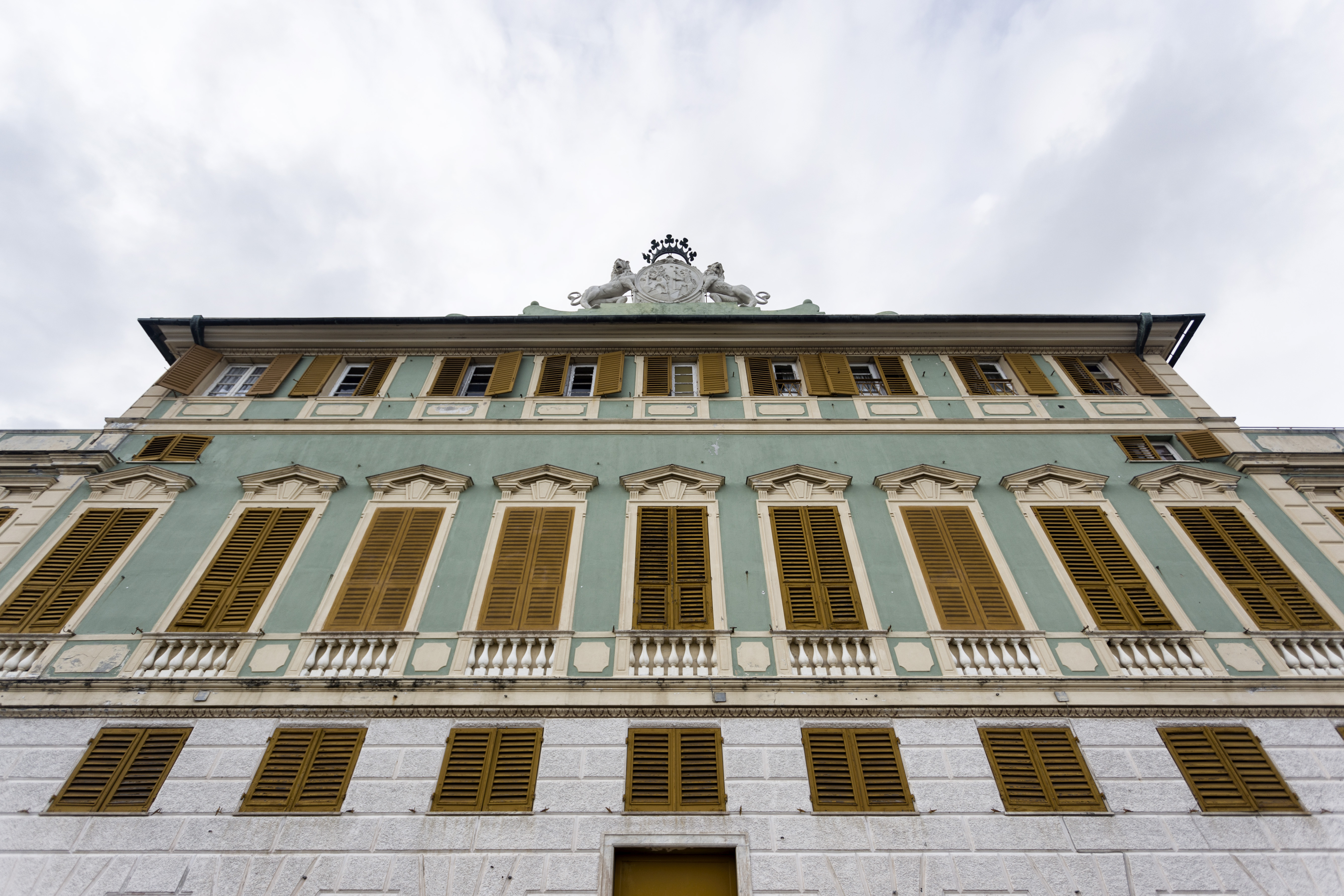
Détail de la façade.
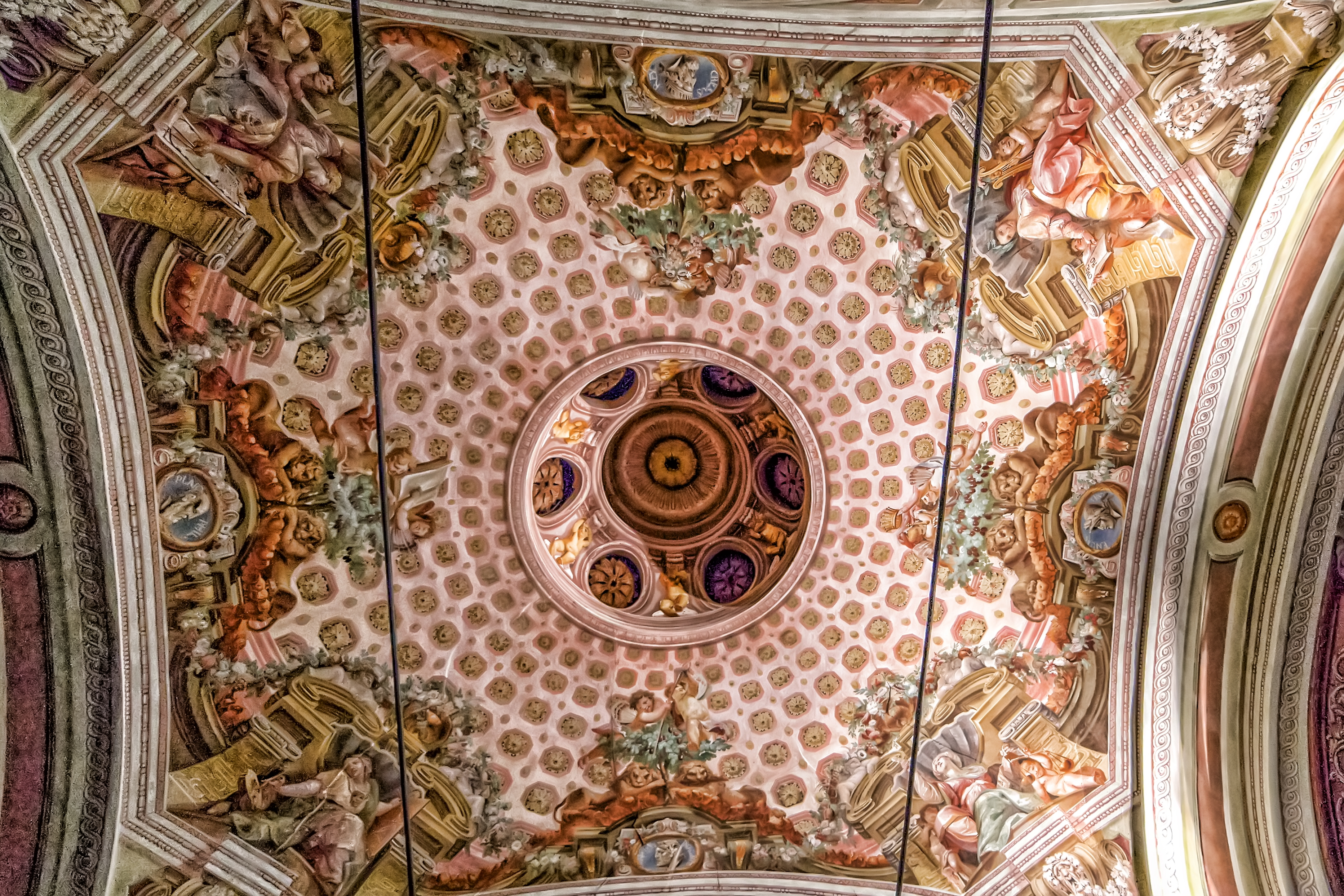
Fresque du théâtre.
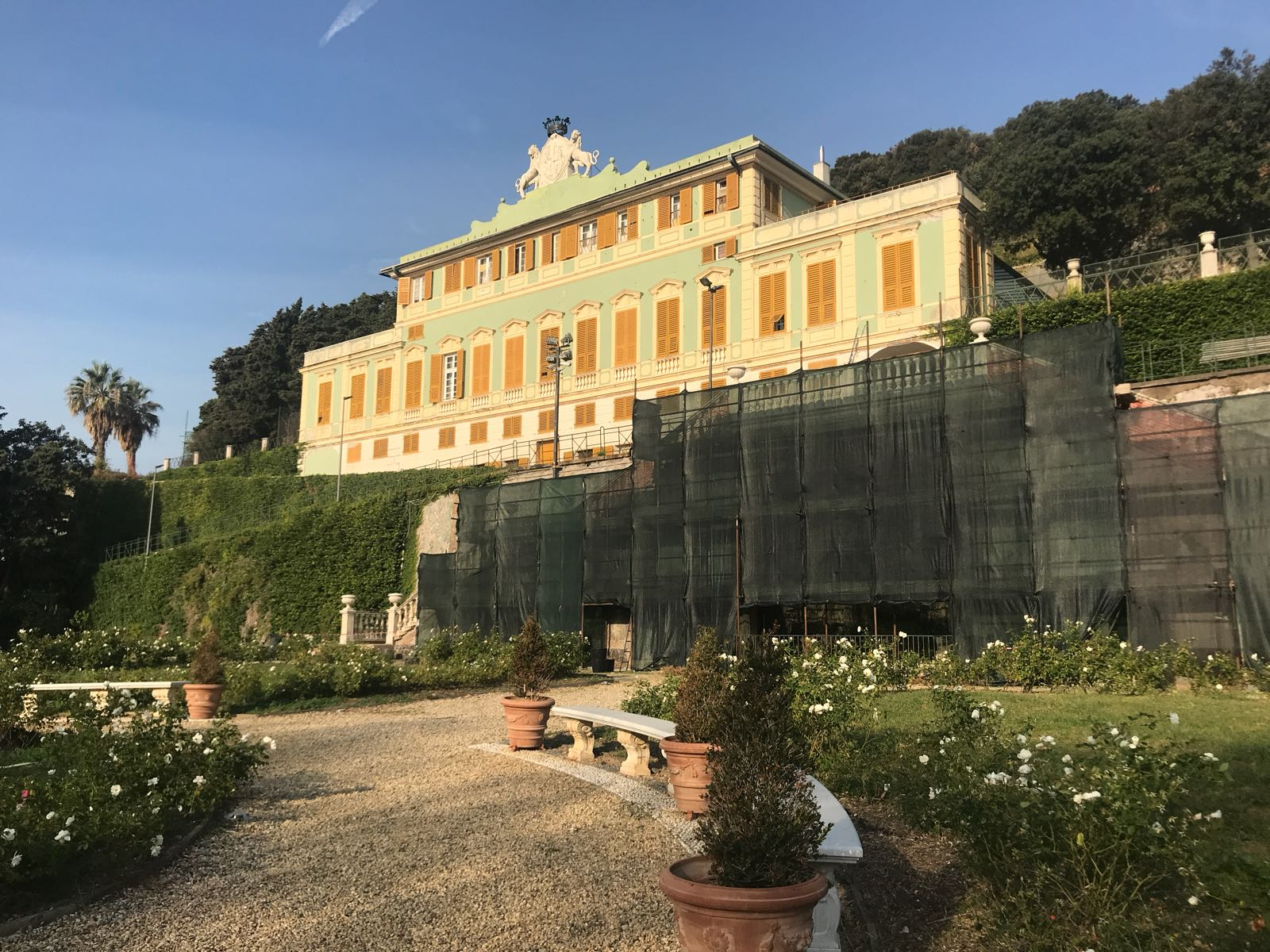
Vue générale.
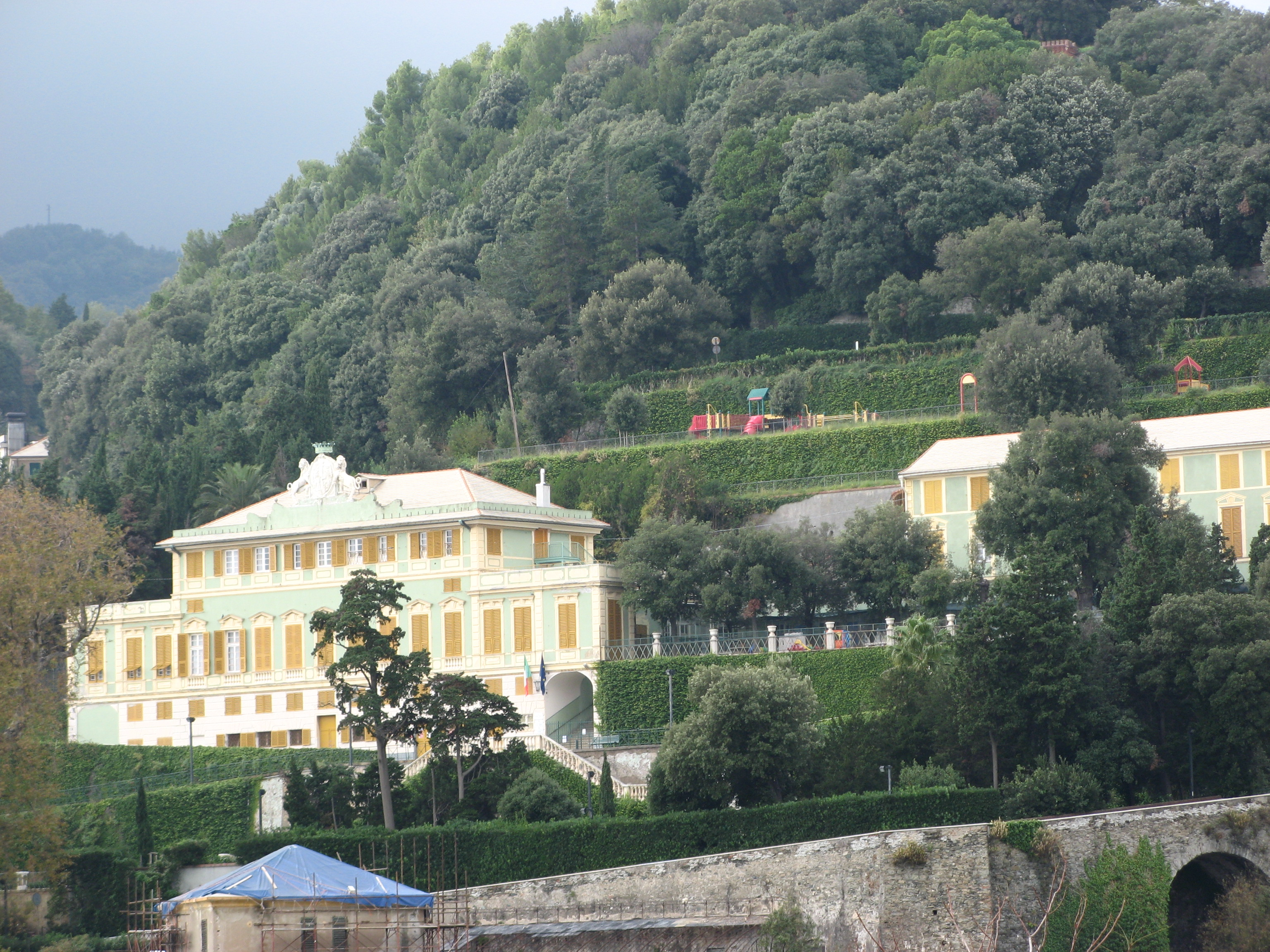
La villa et ses dépendances.

### Parc
Le parc de la villa, actuellement utilisé par la commune comme parc urbain, s'étend sur environ 32 hectares dont 25 se visitent.
L'utilisation du parc est libre et gratuite. Seules les visites guidées et une partie des événements organisés par le gestionnaire actuel, ATI Villa Galliera (formé par des associations de bénévoles), qui gère le parc en concession de la municipalité de Gênes depuis 2017, sont payants.
Dans la vallée de Leone, restaurée au printemps 2022, une forêt inspirée de la Divine Comédie a été créée, avec la porte des enfers, la lonza (remplacée, après des années d'absence, dans sa grotte) et le monument à Dante Alighieri et Gabriello Chiabrera.
Au cœur du parc, l'espace Belvédère (1872) conçu par Giuseppe Rovelli est le résultat d'un audacieux projet de modelage du territoire, avec une imposante grotte traversée par des ruisseaux et fendue par une cascade qui provient de la caverne située au sous-sol du château.
Dans une clairière herbeuse, se trouvent des enclos avec des daims et des chèvres tibétaines. À l'extérieur de deux des portes du parc se trouvent deux églises : en bas se trouve le couvent San Francesco, aujourd'hui désaffecté, et le sanctuaire de la Madonna delle Grazie (également du nom de San Nicolò) au sommet de la colline.

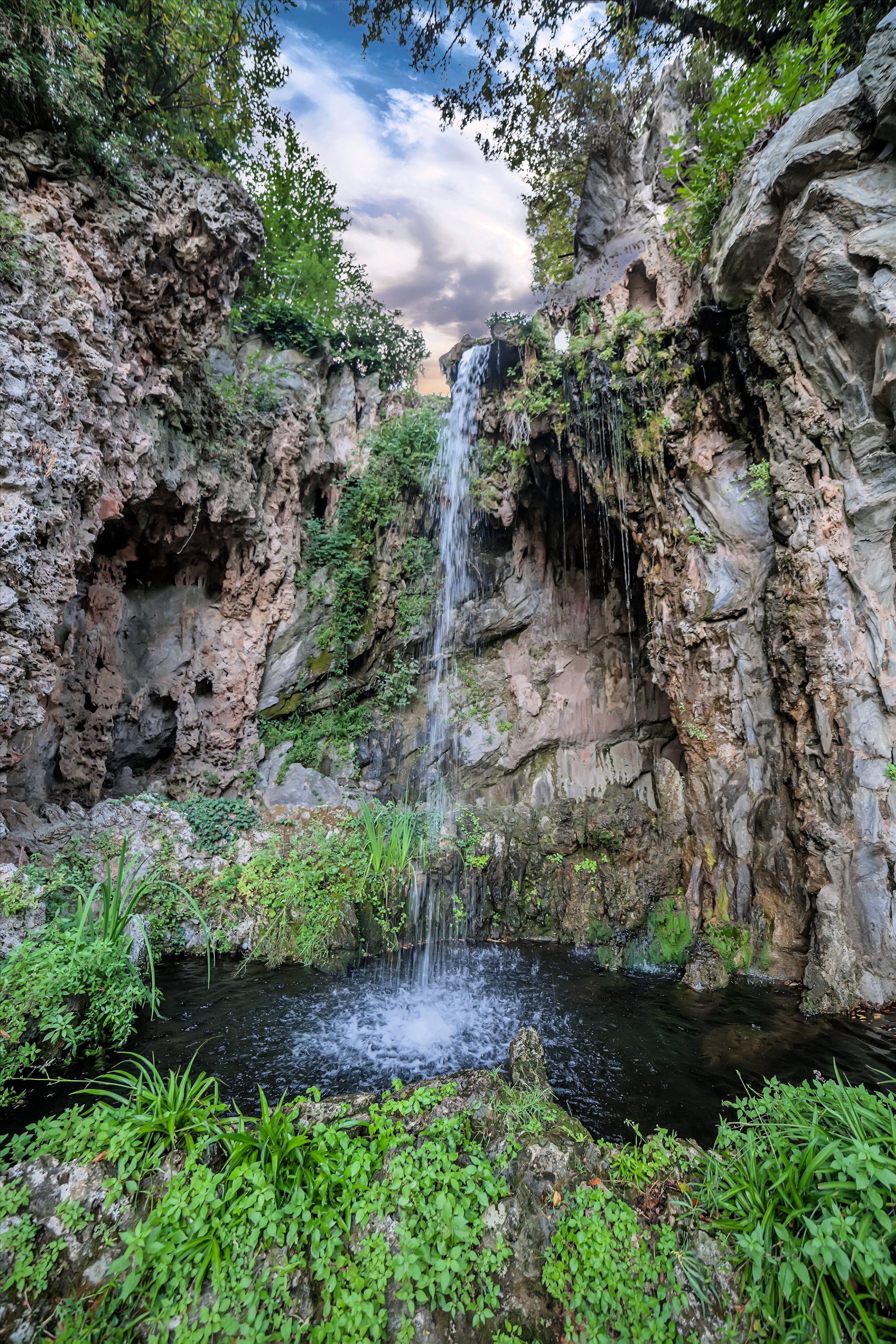
Cascade.
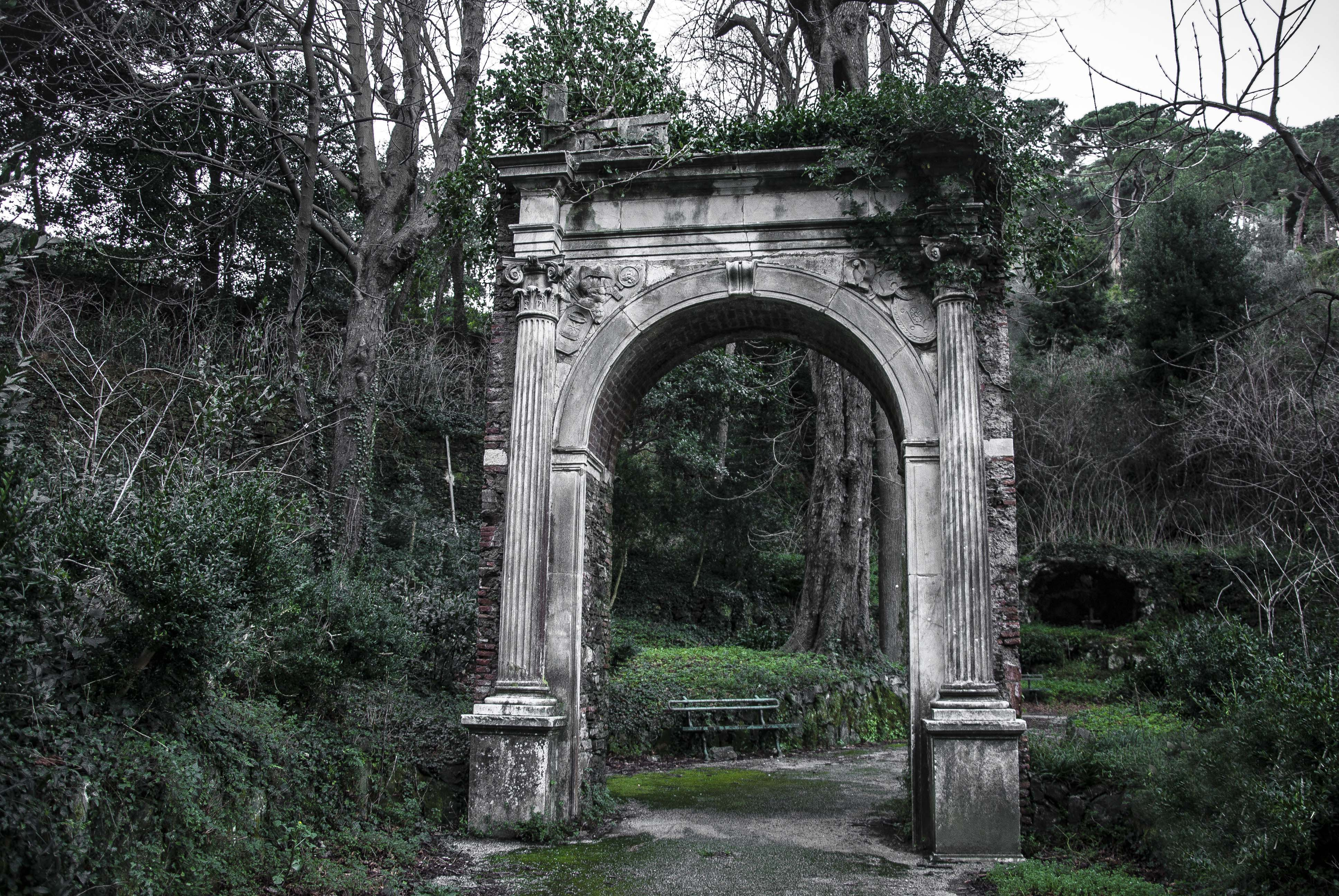
Arc.
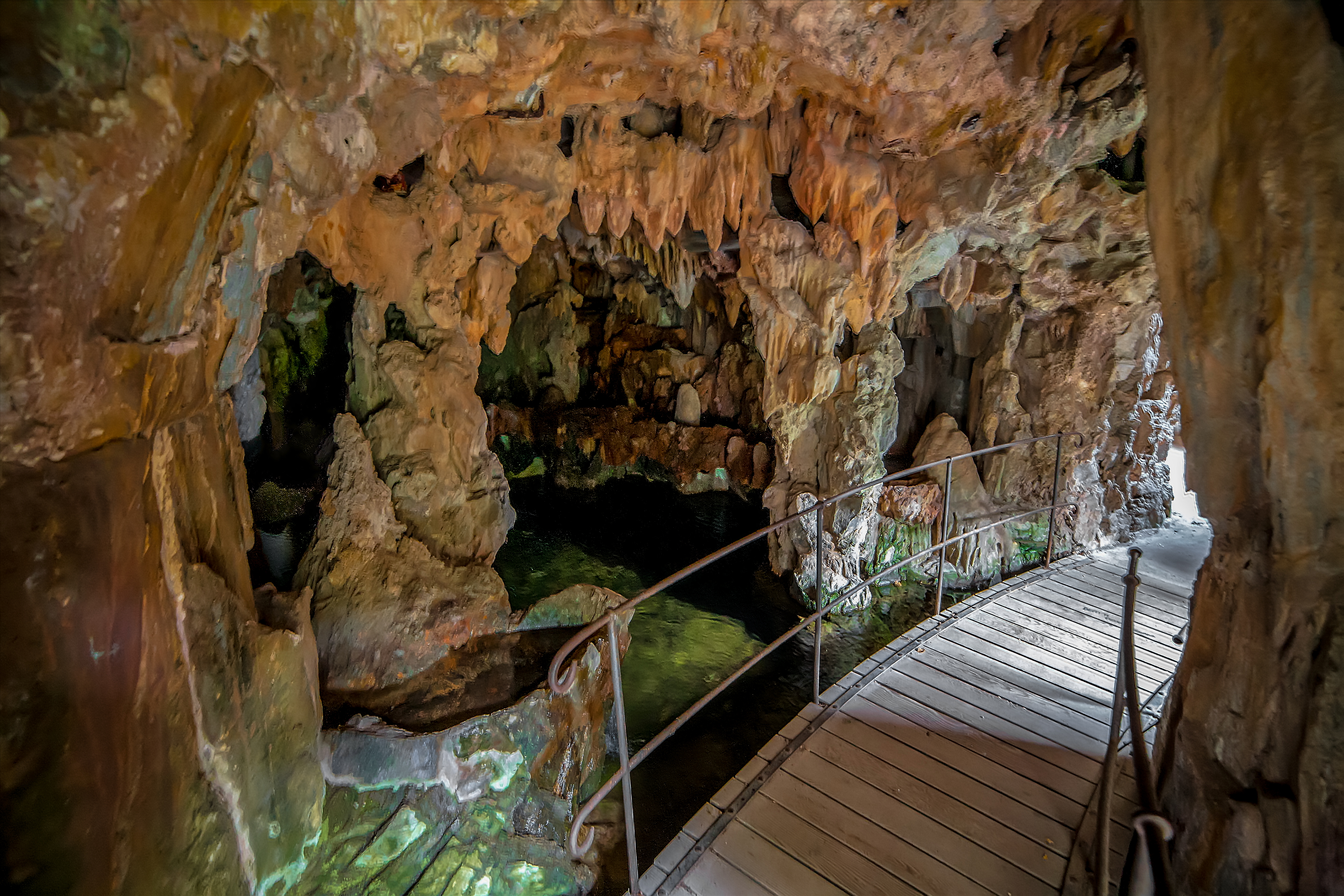
Grotte.
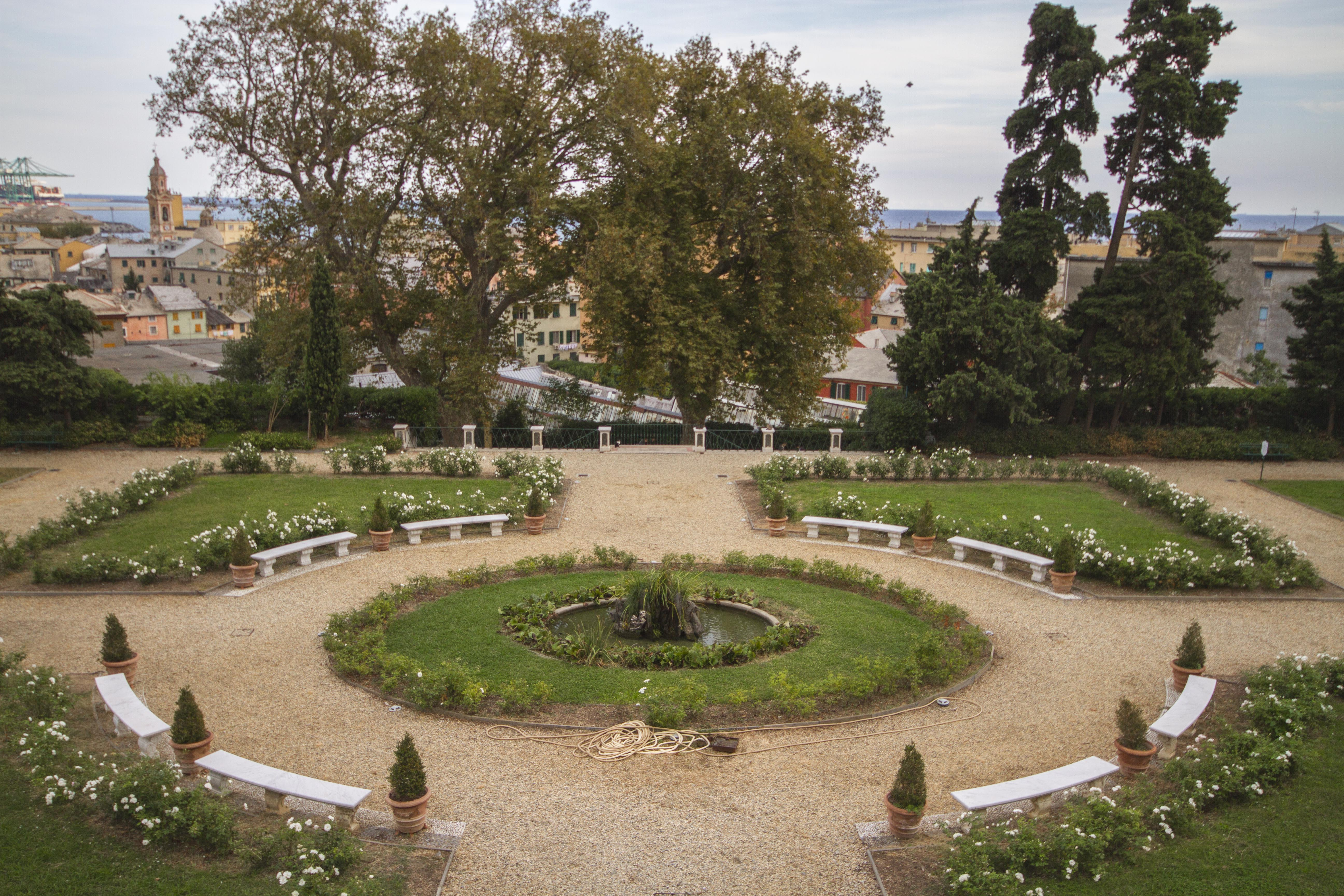
Jardin anglais.